# 竹醋液
竹醋液，也稱竹酢液，是竹炭燒製過程的副產物。將竹炭燒製過程產生的黑煙收集起來、冷凝後即得「粗竹醋液」，再經靜置、蒸餾等過程製成的竹醋液，成分中有 40-60%的有機成分。精製過後的竹醋液可用於農業用途，也可製成家用的清潔用品。在台灣農委會2007年公布的「CAS標章台灣優良林產品一般用途竹醋液認定評審標準、品質規格標準及標示規定」中，是依竹醋液的pH值、比重和醋酸含量百分比等條件進行評定，且外包裝上需標示「不可食用」的警語。

## 性質
粗粹取的竹醋液為咖啡色，有焦味和酸味，成分中80%-90%為水，醋酸占3%，焦油占1%，其他尚有多種有機成分，包括羧酸類6種，芳香環類19種，醛類2種，酮類16種，酯類7種，醇及醚類4種等。
將粗粹取的竹醋液靜置3-6個月後，受重力影響，竹醋液分為三層，最重的焦油在最底層，中間為竹醋水，上層為輕質焦油。取中間的竹醋水進行數次蒸餾後，顏色由淡黃色轉變為透明的竹醋液。
竹醋液收集的多寡可能和竹子的含水量、同時燒製的數量有關；收集的速率和煙囪溫度上升速度有關，當煙囪溫度上升速度加快時，竹酢液收集速率減低，pH值會因為煙囪溫度上升而增大。取精製後的竹醋液進行抑菌研究發現，在培養皿中，2.5%以上的竹醋液對大腸桿菌和金黃葡萄球菌可完全抑制。

## 應用
竹醋液的應用開發，朝向農業、醫藥和民生三大方向發展。
農業應用的研究和產品朝向土壤改良、植物生長促進劑、減少病蟲害、畜產動物飼料添加劑等方向。竹醋液用作葉菜類作物的生長促進劑，對不同的植物收成的的鮮重和乾重影響不同，種植方法也是影響竹醋液對葉菜類生長的因素之一。
也有將竹醋液用於真菌性皮膚病的醫療研究，在體外研究中發現，稀釋後的竹醋液對白色念珠菌和皮膚癬菌有抑制效果。
民生方面的產品包括清潔乳和香皂、牙膏等用品，雖然其酸性為非腐蝕性酸性，但其清潔類保養品仍不宜每日使用。也有用於家用垃圾除臭、直接噴於貓尿處可去除（非掩蓋）貓尿味、防止水槽水管細菌滋生的用品。
可用於食品加工防腐、抑菌、美容、軟化角質、沐浴、除臭、清潔…等使用上。